# Balha (district)
Balha este unul din cele 11 districte ale Republicii Djibouti aflat în regiunea Tadjourah.